# Blue Beetle (película)
Blue Beetle (en español: Escarabajo Azul) es una película de superhéroes estadounidense basada en el personaje de DC Comics, Jaime Reyes / Blue Beetle. Producida por DC Studios y The Safran Company, y distribuida por Warner Bros. Pictures, es la decimocuarta película del Universo extendido de DC (DCEU). La película está dirigida por Ángel Manuel Soto a partir de un guion de Gareth Dunnet Alcocer, y está protagonizada por Xolo Maridueña como Reyes junto a Bruna Marquezine, Damián Alcázar, Belissa Escobedo, George Lopez, Raoul Trujillo y Susan Sarandon.
El desarrollo de una película con Reyes comenzó a fines de noviembre de 2018 con Dunnet-Alcocer adjunto. Soto fue contratado para dirigir la película en febrero de 2021 para el servicio de streaming HBO Max. Maridueña fue elegido ese agosto y la película se cambió para tener un estreno en cines en diciembre. El casting adicional tuvo lugar a principios de 2022, antes de que el rodaje tuviera lugar desde finales de mayo hasta mediados de julio en el área metropolitana de Atlanta en Wilder Studios en Decatur, Georgia, así como en El Paso, Texas y Puerto Rico.
Blue Beetle tuvo su premier en El Paso, Texas, el 14 de agosto de 2023 y fue estrenada en los Estados Unidos el 18 de agosto.

## Argumento
En una tundra congelada remota, Industrias Kord logra localizar un artefacto alienígena conocido como el Escarabajo. Mientras tanto, Jaime Reyes (Xolo Maridueña) regresa a su ciudad natal Palmera City después de graduarse de la universidad y se entera de que su familia perderá su hogar debido a dificultades financieras. La hermana de Jaime, Milagro (Belissa Escobedo), consigue que los dos trabajen en la mansión de la CEO de Industrias Kord, Victoria Kord (Susan Sarandon). Sin embargo, ambos son despedidos después de que Jaime interviene para detener un enfrentamiento entre Victoria y su sobrina Jenny (Bruna Marquezine). Jenny le dice a Jaime que se reúna con ella en la Torre Kord al día siguiente para discutir una oportunidad de trabajo.
Al día siguiente, Jenny descubre que Victoria está usando el Escarabajo para sus proyectos de OMAC (One Man Army Corps). Ella roba el Escarabajo y evita la seguridad dándoselo a Jaime escondido dentro de una caja de hamburguesas para llevar. En casa, la familia Reyes convence a Jaime para que abra la caja y cuando Jaime toca el Escarabajo, se activa y se fusiona con él, creando un traje blindado. Jaime luego rescata a Jenny de las fuerzas armadas de Victoria. Jenny le dice a Jaime que el Escarabajo es un arma sensible antigua y que ha elegido voluntariamente a Jaime como su anfitrión. Con la ayuda de Rudy (George Lopez), el tío de Jaime, éste y Jenny logran irrumpir en la Torre Kord y agarrar un reloj inteligente que una vez le perteneció a Ted Kord (Bobby McGruther), el padre de Jenny, pero son atacados por el guardaespaldas de Victoria, Ignacio Carapax (Raoul Trujillo), quien tiene un prototipo OMAC infundido en su cuerpo. El Escarabajo, cuyo nombre se revela como Khaji-Da (Becky G) se hace cargo temporalmente del cuerpo de Jaime y lucha contra Carapax. Posteriormente los tres escapan a la casa de la infancia de Jenny.
Jenny usa el reloj de Ted para activar su laboratorio secreto y le revela a Jaime que Ted era originalmente un superhéroe llamado el Escarabajo Azul antes de desaparecer misteriosamente, dejando su compañía en manos de Victoria. Jaime convoca a Khaji-Da y vuela a casa para proteger a su familia del ejército de Victoria. Mientras la familia Reyes escapa, Alberto (Damián Alcázar), el padre de Jaime, sufre un paro cardíaco, lo que distrae a Jaime y permite que Carapax lo capture mientras Alberto muere. Jaime es llevado a una isla fortaleza en Cuba, donde lo atan a una máquina que descarga información de Khaji-Da a los OMAC. Mientras está inconsciente, Jaime ve una visión de su padre, que lo alienta a abrazar su destino como el Escarabajo Azul. Jaime escapa mientras el traje OMAC de Carapax se activa y evoluciona a una forma más poderosa.
Jenny y la familia Reyes usan el Bugship de Ted y su arsenal de armas para asaltar la isla. Jaime se reúne con su familia, luego se encuentra con Carapax y lucha contra él. Jaime casi lo mata antes de que Khaji-Da le revele a Jaime los recuerdos de la esclavitud de Carapax por parte de Victoria para los experimentos de OMAC, entonces Jaime le perdona la vida a Carapax. Motivado por su madre en una visión (que ya es hora de morir), Carapax se rebela contra Victoria y hace explotar su traje OMAC, destruyendo la isla, así como a él mismo y a Victoria. Cuando la familia Reyes escapa de la isla, finalmente se toman un tiempo de luto para llorar la muerte de Alberto.
Posteriormente, Jenny se hace cargo de Industrias Kord y promete reparar todo el daño causado a la familia Reyes, ayudándolos a reconstruir su hogar. Mientras los vecinos se reúnen alrededor de los restos de la casa de la familia Reyes y brindan apoyo, Jaime comparte un beso con Jenny y luego se ofrece a llevarla volando a Kord Estate. 
En una escena de mitad de créditos, una grabación distorsionada de las transmisiones de Ted en su laboratorio, intenta informar a Jenny que él está vivo.

## Reparto
- Xolo Maridueña como Jaime Reyes / Escarabajo Azul: Un joven estadounidense de Palmera City que es injertado en el escarabajo alienígena Khaji-Da que le da un exotraje superpoderoso.[5][6]
- Bruna Marquezine como Jenny Kord: La hija de Ted Kord, y el interés amoroso de Jaime.[7]
- Damián Alcázar como Alberto Reyes: El padre de Jaime.
- Elpidia Carrillo como Rocío Reyes: La madre de Jaime.
- Adriana Barraza como Nana: La abuela de Jaime.
- Belissa Escobedo como Milagro Reyes: La hermana menor de Jaime.[7]
- George Lopez como Rudy: El tío de Jaime.[8]
- Susan Sarandon como Victoria Kord: La ejecutiva de Industrias Kord y hermana de Ted Kord que está empeñada en adquirir el Escarabajo.[9] Sarandon dice que Victoria representa el tema del «imperialismo en nombre de la democracia», y que la impulsa la necesidad de ser ambiciosa y probarse a sí misma.
- Raoul Trujillo como Ignacio Carapax / OMAC: Un mercenario con habilidades especiales y guardaespaldas de Victoria Kord.[10]
- Harvey Guillén como el Dr. José Francisco Morales Rivera de la Cruz: Un científico que trabaja para Victoria.[7]
- Becky G como la voz de Khaji-Da: Una entidad alienígena que imbuye y controla el Escarabajo.
- Bobby McGruther como Ted Kord en un cameo solo con voz en la escena a mitad de los créditos.

## Producción

### Desarrollo
Warner Bros. Pictures y DC Studios estaban desarrollando una película basada en Jaime Reyes / Blue Beetle a fines de noviembre de 2018, con el mexicano Gareth Dunnet-Alcocer escribiendo el guion. Zev Foreman serviría como productor ejecutivo del proyecto para Warner Bros., que iba a ser la primera película del Universo extendido de DC (DCEU) protagonizada por un protagonista latino. Para diciembre de 2020, DC Films planeaba estrenar varias películas de presupuesto medio al año exclusivamente en el servicio de streaming HBO Max, en lugar de en los cines, como parte del plan del nuevo presidente de DC Films, Walter Hamada para el DCEU, con Blue Beetle incluido como uno de esos proyectos en 2021. El puertorriqueño Ángel Manuel Soto fue contratado para dirigir la película en febrero de 2021. En abril, Blue Beetle se incluyó en la lista de películas de DC que se esperaba que se estrenaran en 2022 o 2023. John Rickard estaría produciendo la película para HBO Max para ese agosto, cuando se esperaba que el rodaje comenzara a principios de 2022. En diciembre de 2021, Warner Bros. reveló que sería estrenada en cines en agosto de 2023 en lugar de ser producido directamente para HBO Max. A mediados de abril de 2022, Soto y el director de fotografía, Pawel Pogorzelski visitaron El Paso, Texas, para reunirse con artistas, muralistas, músicos e historiadores locales para comprender el ambiente de la ciudad. Para entonces, Entertainment One, S&K Pictures y The Safran Company estaban programados para coproducir la película.

### Guion
En octubre de 2021, Soto dijo que el guion de Dunnet-Alcocer presentaba "a la familia latina en su núcleo", mientras que la estrella Xolo Maridueña dijo en agosto de 2022 que el aspecto familiar de la película y el personaje eran "inherentes a los cómics" y sentían que no habían sido explorados tanto con otras películas de superhéroes. Soto no quería que la película fuera "otra historia en la que 15 minutos después, algo sucede y 50 minutos después, él domina la experiencia y, al final, está salvando el mundo" y en cambio quería explorar su crecimiento, diciendo que "  Él [Reyes] no va a salvar al mundo todavía; no lo merece todavía". Soto y Dunnet-Alcocer habían decidido hacerlo adoptando un enfoque fundamentado hacia su personaje mientras exploraban su relación con su familia y Khaji-Da, el alienígena simbiótico que proporciona los poderes de Reyes. Soto también se inspiró en los cómics The New 52 de DC y en las franquicias Mission: Impossible e Indiana Jones.
La película también presenta a la familia de Reyes presenciando su primera transformación en Blue Beetle.  La intención era doble, ya que Soto había sentido de manera divertida que las familias latinas eran "muy entrometidas" y al mismo tiempo mostraba que "la familia es nuestra superpotencia hasta cierto punto". También describió la transformación de Reyes como similar a las obras de David Cronenberg pero para niños y quería que la película fuera divertida.  También se centró en la pronunciación de los nombres en la película e incluyó una escena en la que Victoria Kord llamó a un empleado Sánchez a pesar de no ser su nombre. La decisión de incluir la escena fue para mostrar que "los latinos no son un monolito", y Soto agregó que el público sentiría la calidez de la familia de Reyes y se familiarizaría con ellos después del primer acto. Su compañera estrella Susan Sarandon reveló el mes siguiente que la película tendría varias escenas habladas en español, con subtítulos. Soto afirmó esto, diciendo que la película contará con "spanglish", diciendo que el español se utilizará para escenas que presenten personajes mayores y también cuando los personajes "hablen desde el corazón". Los créditos de escritura finales fueron otorgados a Dunnet-Alcocer, y el crédito literario adicional fuera de la pantalla fue otorgado a Gary Dauberman. Soto también había declarado que la película exploraría la relación de Victoria Kord con su hermano Ted Kord. También había declarado que la presencia de la hija de Ted, sus dispositivos y la idea de Ted y Dan Garrett también impactarían la historia de la película, aunque se contextualizaría desde la perspectiva de Reyes.
La película está ambientada en la ficticia Palmera City, que fue una creación original de la película, en lugar de El Paso, Texas, como aparece en los cómics. Soto dijo que esto era para crear un mundo específico para Jaime Reyes en un nivel similar a Metrópolis para Superman y Gotham City para Batman, y para ayudar a posicionar al personaje como "un líder potencial" en la nueva franquicia basada en DC, el Universo DC (DCU), al tiempo que afirmaron que Gunn y Safran sintieron que la película podría incluirse en cualquier lugar de la línea temporal de DCU. Soto había explicado que el equipo creativo había creado la ciudad como una "metropolitana de latinos", y que la ciudad estaba dividida en dos partes: el barrio de Reyes y el próspero distrito financiero. También había identificado la educación de Reyes como más humilde, ya que su familia provenía de la clase trabajadora, había estado luchando y también era parte de "comunidades marginadas bajo la amenaza de la gentrificación". La inspiración para la película provino del videojuego Injustice 2 (2017) y de la trama del cómic "Infinite Crisis" (2005-2006), en la que debutó Jaime Reyes, junto con los cómics de The New 52 para el diseño del traje. Mientras que la miniserie de cómics Blue Beetle: Graduate Day (2022-2023) incorporó elementos de la película, como Palmera City y Victoria Kord.

### Diseño
El traje de Blue Beetle fue diseñado por Mayes C. Rubeo y el equipo de Nine B Collective. El equipo de diseño se inspiró en su aparición en Infinite Crisis #3, los videojuegos Injustice: Dioses entre nosotros, Young Justice y Batman: The Brave and the Bold. Tuvieron dificultades para crear la máscara que se ajustara a la cara completa de Maridueña pero que también le permitiera ser emotivo, particularmente para el área de la boca. Como tal, el equipo había decidido fusionar los diseños de tecnología alienígena orgánica y características insectoides dentro de su traje. La inspiración visual para Palmera City provino de Akira (1988), Neo Tokyo (1987) y Miami.  Soto decidió insertar un Power Glove para Blue Beetle luego de la inclusión de un escudo en el guion.

### Casting
Soto y Warner Bros. ofrecieron el papel a Maridueña el 1 de agosto de 2021, se reveló públicamente que estaría en conversaciones para la película al día siguiente, y su casting fue confirmado oficialmente más tarde ese día en el estreno de la película del DCEU, El Escuadrón Suicida.
A principios de marzo, Bruna Marquezine fue elegida como el interés amoroso de Reyes, Penny, con Belissa Escobedo interpretando a la hermana de Reyes, Milagros, y Harvey Guillén en un papel no revelado. A fines de marzo, Sharon Stone estaba en conversaciones para interpretar a la villana Victoria Kord, una creación original para la película que se creía que era la esposa de Ted Kord, el segundo Blue Beetle en los cómics. Raoul Trujillo también se unió al elenco como Carapax el Hombre Indestructible. A mediados de abril, Susan Sarandon fue elegida como Victoria Kord después de que terminaron las negociaciones con Stone.

### Filmación
La filmación comenzó el 25 de mayo de 2022, y tuvo lugar en el área metropolitana de Atlanta, principalmente en Wilder Studios en Decatur, Georgia, utilizando el título provisional, Mofongo. Pawel Pogorzelski se desempeñó como director de fotografía. La filmación también ocurrió en El Paso y Puerto Rico. Sarandon completó la filmación de sus escenas a fines de junio, y Trujillo dijo a principios de julio que la filmación estaba casi completa. La filmación terminó el 18 de julio de 2022 en Puerto Rico.

## Marketing
Soto, Dunnet-Alcocer y Maridueña promocionaron la película en el evento virtual DC FanDome en octubre de 2021, donde hablaron sobre su preparación para la filmación y revelaron el arte conceptual de la película. El primer tráiler de la película fue lanzado el 3 de abril de 2023, revelando que la película tendrá lugar en Ciudad Palmera, una nueva ubicación creada para la película. También mostró un primer vistazo al vestuario de Dan Garrett y Ted Kord, los Blue Beetles anteriores a Jaime.
Los fanáticos empezaron una campaña masiva en redes sociales que constan de publicaciones, memes y comentarios acerca del estreno de la película, con la frase «Blue Beetle, 18 de agosto. Sólo en cines». El segundo tráiler de la película fue lanzado el 11 de julio de 2023 por Entertainment Tonight. Andy Behbakht, que escribe para Screen Rant, sintió que el tráiler contenía más escenas de acción que el primero y se centraba en la relación de Jaime con el Escarabajo.